# Я — Омега
«Я — Омега» (англ. I Am Omega, стил. I Am Ωmega) — американський постапокаліптичний  фільм 2007 р. студії-продюсера The Asylum з Марком Дакаскосом у головній ролі. Фільм — неофіційна адаптація роману «Я — легенда» письменника Річарда Метісона. Фільм був міжнародно представлений як мокбастер для конкуренції та фінансового зиску з постапокаліптичним аналогом Я — легенда.

## Сюжет
Дія фільму розгортається в постапокаліптичному Лос-Анджелесі, який наповнений дикими зомбі, колись людьми, які перетворилися на людожерів у результаті генетичної інфекції. За сюжетом не ясно, чи вірус вразив увесь світ, або ж просто невелику ізольовану область, але, швидше за все, він носить глобальний характер у зв'язку з нездатністю героя, Ренчарда (Марк Дакаскос), знайти радіосигнали або зв'язатися з ким-небудь через Інтернет.
Ренчард змушений жити в щоденній боротьбі проти мутантів. Одного разу він контактує через вебкамеру з Бріанною (Дженніфер Лі Віггінс), яка вижила, застрягнувши у Лос-Анджелесі, намагаючись знайти Антіохію, т.з. спільноту живих. Вона просить в Ренчарда допомоги, але останній, який розмістив бомби уповільненої дії в стратегічних точках по всьому місті, відмовляється.
Пізніше двоє чоловіків (Джефф Мід і Райан Ллойд) стверджують, що вони прибули з Антіохії до його будинку за допомогою. Хоча чоловік і здивований їхнім аргументом, що Бріанна несе ліки від вірусу в своїй крові, він змушений співпрацювати під дулом пістолета. За 24 години до вибуху бомб він проводить людей містом: живі повинні знайти Бріанну до мутантів. Ренчард і Бріанна втікають з міста, але жінку забирає Вінсент (Джефф Мід). Знайшовши їх пізніше, Ренчард убиває Вінсента, який намагався зґвалтувати і вбити Бріанну. Бомби вибухають, вони їдуть обидва в Антіохію, щоб зробити вакцину. Тим не менш, як показано, один зомбі пережив вибух.

## Ролі
| Актор                | Роль    |
| -------------------- | ------- |
| Марк Дакаскос        | Ренчард |
| Джефф Мід            | Вінсент |
| Дженніфер Лі Віггінс | Бріана  |
| Райан Ллойд          | Майк    |